# Il pataffio
Il pataffio è un film del 2022 diretto da Francesco Lagi, tratto dal romanzo omonimo di Luigi Malerba.

## Trama
Berlocchio di Cagalanza, uno stalliere figlio di stallieri, sposa donna Bernarda, obesa figlia del Re di Montecacchione, e per questo viene insignito dal suocero del titolo di Marconte (carica di nuovo conio) di Tripalle.
Parte quindi, con moglie e seguito, per il castello di Tripalle, che né Bernarda né tantomeno lui hanno mai visto. Il seguito (circa 25 persone) è composto da soldati, un consigliere (Belcapo), un frate (Cappuccio) dall'aria infida e maligna, i comandanti della truppa (Manfredo e Ulfredo) che hanno grande affetto omosessuale l'uno per l'altro, alcune donne. Cavalli e muli facilitano gli spostamenti delle autorità, ma la gran parte cammina a piedi. In assenza di indicazioni precise, il viaggio è legato al caso e infatti essi giungono a un castello che non è quello giusto; vengono respinti in malo modo dagli abitanti che li informano che quello è Castellazzo; la padrona è un vecchia che nega loro ospitalità per la notte e li indirizza dall'altra parte della vallata, dove è effettivamente Tripalle. Offeso dal rifiuto e dai suoi modi, Berlocchio ordina ai suoi militi di assaltare il castello e occuparlo, ma viene respinto con facilità e si rassegna a recarsi scornato verso Tripalle.
Lì giunto, trova un gruppo di villici affamati e diffidenti, abituati ad autogestirsi, perché tutti i rappresentanti del re sono ormai morti da tempo; non pagano quindi tasse di nessun genere. A informare Berlocchio di tutto questo è Migone da Scaracchio, una specie di portavoce del gruppo, che sottolinea la situazione di fame di tutto il gruppo e la sua necessità di contenersi anche quando ci fosse del cibo per non soffrire di eccessi alimentari. Berlocchio è costretto a entrare nel castello da un cunicolo sul retro perché la porta principale è bloccata dalla ruggine. All’interno c’è una quantità di animali (capre, pollame, addirittura una vacca in camera da letto) dei villici, che viene prontamente dichiarata propria da Berlocchio,  malgrado le proteste di Migone.
Il castello è comunque in pessime condizioni e il gruppo del Marconte, in attesa che esso venga ripulito, si rassegna a dormire all'aperto. Durante la notte Bernarda richiede la consumazione del matrimonio, ma Berlocchio non ne ha la minima intenzione e rimanda tutto a quando la camera nuziale sarà riattata come di dovere; ma è chiaramente una scusa. Una brutta sorpresa li aspetta l'indomani: tutte le cavalcature sono scomparse, insieme alle provviste; non solo, ma entrando nel castello, stavolta dal cancello principale, non trovano più neanche il bestiame, salvo una gallina che cercano goffamente di catturare per sfamarsi. Convocato Migone, gli chiedono di indicare chi ha compiuto il misfatto, ma lui si rifiuta, asserendo che il bestiame appartiene ai legittimi proprietari. Viene allora appeso in una gabbia di ferro. Intanto il frate, fatto segno di una sassata durante un sermone, si ritira a curarsi e viene raggiunto da Donna Bernarda, che gli confessa i suoi sogni erotici; il frate sta lì per approfittarne, lei è tutt'altro che restia, ma sul più bello arriva Belcapo e i due si ricompongono appena in tempo. 
Trovati i registri parrocchiali, si cerca di imporre tasse nominative, ma i nominativi appartengono tutti a persone ormai morte; Berlocchio ordina un nuovo censimento, stabilendo che nel frattempo gli eredi dovranno pagare le stesse tasse dei propri avi. Respinta un’altra pressante richiesta della moglie di adempiere ai propri doveri coniugali, il Marconte decide di esplorare i confini del suo feudo, prendendo a guida Migone. Però non trova altro che pietraie: il feudo è del tutto improduttivo. Durante la spedizione, sentono i belati delle pecore mancanti; Berlocchio incarica Belcapo di trovare il loro nascondiglio. Tornato al castello, Berlocchio e Bernarda sono ai ferri corti: lei lo rimprovera di averla sposata per interesse e di non consumare il matrimonio, lui le rinfaccia che suo padre gli ha concesso un feudo da straccioni e minaccia di ripudiarla, a costo di perderlo: per quello che vale...
Belcapo torna con un'asina che ha trovato durante la sua esplorazione, riferendo che il bestiame è a Castellazzo, dove la vecchia del castello gli dà rifugio in cambio di metà dei benefici che ne derivano. Berlocchio decide di muovere guerra a Castellazzo. E parte, a piedi e con pochi mezzi rimediati, con solo l'asina come cavalcatura. In sua assenza, Bernarda e Cappuccio compiono l'atto da ambedue a lungo desiderato: fare all'amore; il cuore di Bernarda però non regge ed ella muore. I villani, dal canto loro, riuniti in consiglio valutano quale sia il da farsi: concedere il bestiame a Berlocchio è da escludere, ma anche lasciarlo a mezzeria a Castellazzo è troppo costoso: bisognerebbe trovare un accordo con il Marconte. La spedizione di guerra di Berlocchio si conclude con una nuova disfatta, per fortuna senza vittime, e il ridicolo esercito si ritira, trovando soddisfazione solo nel riempire gli avversari di fantasiosi insulti. Tornato al castello, Berlocchio trova la moglie morta; Cappuccio gli racconta che è morta mentre lui dormiva. Berlocchio non vuole seppellirla e manda il suo corpo al padre; per la precisione invia le sue ossa, visto che il trasporto di un cadavere così pesante sarebbe stato impossibile senza animali a sufficienza: ne fa bollire il corpo fino a estrarne le ossa e spedisce queste al re di Montecacchione. Latori nomina Ulfredo e Manfredo che sono molto restii, immaginandone la reazione. Persa la guerra con Castellazzo, Berlocchio muove guerra ai villani, sequestrando loro tutto il poco che hanno ancora, tra cui tre galline; fattele cucinare, invita a pranzo Migone proponendogli di mettersi al suo servizio per consentirgli di controllare i villici. Migone accetta, preferendo però di essere lasciato in mezzo al popolo e di essere stipendiato piuttosto che entrare a far parte della corte. 
Finito il colloquio-banchetto con Berlocchio, Migone esce e si dirige a casa con difficoltà, perché l'eccesso di cibo lo fa star male; si confida con la moglie e capisce subito di aver fatto un errore a tradire i villici. Quindi esce, si rivolge a loro e li convince ad autogestirsi prendendo le decisioni democraticamente. La folla decide per l'impiccagione di Berlocchio. A questo punto Migone, dopo aver confessato di aver mangiato, muore: il suo fisico non ha retto l'impatto dell'abbuffata. Ulfredo torna da Montecacchione recando il corpo di Manfredo disteso sull'asina: il padre di Bernarda non ha preso affatto bene la notizia della morte della figlia e lo ha fatto uccidere, permettendo a Ulfredo di tornare per recare una missiva con la dichiarazione di guerra. Berlocchio vuol difendersi, ma i soldati sono stremati dalla fame e non sono in grado di muoversi. Come se non bastasse, i villici cominciano a tempestare il castello di pietre. Berlocchio, pensando ormai di non avere speranze, chiede a Cappuccio la garanzia scritta che andrà in Paradiso, ma il frate non può esporsi a tal punto, perché si tratterebbe di assumere prerogative divine. Gli garantisce solo l'assoluzione.
Calato il sole, Berlocchio, rimasto quasi solo (anche Ulfredo, a rischio della vita, se ne è uscito con l'asina per seppellire Manfredo), si confida con l'unico rimastogli fedele: Belcapo; i due decidono di suicidarsi impiccandosi insieme, e per l'occasione Berlocchio confessa all'amico di essere in verità impotente da dieci anni, motivo per cui non ha consumato il matrimonio. Ma il cappio non è abbastanza largo per le loro due teste, quindi Belcapo si uccide per primo, e Berlocchio gli promette che subito dopo lo imiterà. In effetti, Berlocchio tenta di sollevare Belcapo per prenderne il posto, ma non ci riesce e va quindi in cerca di aiuto. Si rende conto che nei dintorni non è rimasto nessuno e, vedendo una via d'uscita dal castello, non resiste alla tentazione di scappare.
L'indomani i villici entrano nel castello, favoriti da Cappuccio che apre loro il portone; ma la loro festa sarà di breve durata perché Cappuccio si accorge, affacciandosi dalle mura, che il re nemico sta arrivando con il suo esercito. Egli tuttavia sorride compiaciuto, accorgendosi che il re, padre della sua amata Bernarda, è in effetti identico alla figlia defunta. 
Intanto Berlocchio sta ancora correndo e sembra ormai in salvo.

## Distribuzione
Il film è stato presentato in anteprima al Locarno Film Festival il 6 agosto 2022 e distribuito nelle sale cinematografiche italiane dal 18 agosto.

## Riconoscimenti
- 2023 - David di Donatello
  - Premio alla miglior colonna sonora (Stefano Bollani)
  - Candidatura al premio per la migliore canzone originale (Stefano Bollani)
  - Candidatura al premio per il migliore compositore (Stefano Bollani)

- 2023 - Nastro d'argento
  - Candidatura al premio per il migliore attore commedia (Giorgio Tirabassi)
  - Candidatura al premio per la migliore colonna sonora (Stefano Bollani)

- 2023 - Premio Internazionale Cinearti "La Chioma di Berenice"
  - Candidatura al premio per la migliore acconciatura - Film (Marco Perna)
  - Candidatura al premio per la migliore produzione - Film (Marta Donzelli)
  - Candidatura al premio per la migliore produzione - Film (Gregorio Paonessa)
  - Candidatura al premio per il migliore trucco - Film (Antonello Resch)
  - Candidatura al premio per i migliori costumi - Film (Mariano Tufano)

- 2023 -  Filming Italy Best Movie Award
  - Menzione speciale miglior attore commedia (Giorgio Tirabassi)

- 2023 - Borghi sul set
  - Menzione speciale

- 2023  - Festival del Cinema Città di Spello
  - Premio migliori acconciature (Marco Perna)
  - Premio migliori costumi (Mariano Tufano)
  - Premio migliori musiche (Stefano Bollani)